# Keszler Pál (sebész)
Keszler Pál (Nagyvárad, 1923. február 24. – Budapest, 2016. április 6.) orvos, mellkassebész, címzetes egyetemi tanár.

## Életútja
Középosztálybeli családban született; apja, Keszler Hermann (1890–1981) fül-orr-gégész főorvos, anyja, Török Flóra (1903–1983) ápolónő volt. Kilencéves korában szüleivel Bukarestbe költözött, ahonnan a második bécsi döntés után tért vissza szülővárosába. Az itteni zsidó líceumban érettségizett. Felsőfokú orvosi tanulmányait a kolozsvári (majd 1946-tól marosvásárhelyi) Bolyai Tudományegyetemen kezdte meg 1945-ben. 1947-ben átköltözött Magyarországra, és a budapesti Pázmány Péter Tudományegyetem Orvostudományi Karán diplomázott 1949-ben. Anyanyelve mellett románul, angolul, németül és franciául is megtanult.
Pályafutását az európai hírű szívsebész, Littmann Imre vezetése alatt kezdte meg a Szent János Kórház sebészeti osztályán. Innen 1949 őszén az egyetem III. számú Sebészeti Klinikájára, Borisz Petrovszkij professzor mellé, majd 1952 elején a Littmann által igazgatott Városmajor utcai Sebésztovábbképző Klinikára került. Két évvel később osztályvezető tanársegédi pozícióba került. Az 1956-os forradalom után visszatért a Rubányi Pál által átvett III. számú Sebészeti Klinika Fiumei úti épületébe. Sebészeti szakvizsgája letétele után tüdősebészeti osztályvezetővé nevezték ki. 1960-tól 1981-ig a János-kórház mellkassebészeti (utóbb traumatológiai) osztályát, 1981-től 1989-es nyugdíjba vonulásáig a Bajcsy-Zsilinszky Kórház sebészeti osztályát vezette. Ugyanitt 1991-ig szaktanácsadóként működött. 1992-től rövid ideig az Országos Traumatológiai Intézet munkáját segítette.
1955-ben megszerezte az orvostudomány kandidátusi, 1973-ban doktori fokozatát.

## Munkássága
Az 1950-es években jelentős szerepet játszott a modern narkózis eredményeinek magyarországi meghonosításában. 1951-ben hazánkban elsőként végzett altatást endotracheális (légcsőbe történő) intubálás útján. A Katona Ferenccel együtt konstruált tábori altatógépéből ötven darabot gyártottak. Az 1960-as évektől a mellkassebészet terén folytatott kutatásokat. Vezetői időszakában indult meg az ér- és plasztikai sebészeti ellátás a Bajcsy-Zsilinszky Kórházban.
A hazai és nemzetközi szakmai kongresszusok, vándorgyűlések rendszeres előadója volt. Magyar és idegen nyelvű folyóiratokban több mint százhetven közleménye, valamint hat könyvfejezete látott napvilágot a légzésfunkciós diagnosztika sebészeti jelentőségéről, a tüdőben megjelenő óriás léghólyagról (bullosus emphysema), a hörgőplasztikáról és a mellkasfali deformitások korrekciós műtéteiről. Részt vett a több kiadásban és nyelven megjelent Littmann-féle nagy sebészeti műtéttan megírásában. Ismeretterjesztő cikkeit a Természet és Társadalom, a Természet Világa és az Élet és Tudomány közölte. Visszaemlékezései a második világháború utáni magyar orvostörténet fontos forrásai.
Tagja volt a European Journal of Cardio-thoracic Surgery és az International Trends in General Thoracic Surgery című folyóirat szerkesztőbizottságának.

## Társasági tagságai
A European Association of Cardio-thoracic Surgery és az International Society of Thoracic Surgeons alapítói közé tartozott. Tagjai közé választotta a torontói American College of Chest Physicians and Surgeons és a párizsi székhelyű Société française de chirurgie thoracique et cardio-vasculaire.
Részt vett a Magyar Sebész Társaság és a Magyar Tüdőgyógyász Társaság vezetőségének tevékenységében. 1975 és 1979, majd 1987 és 1991 között elnökölte a Magyar Sebész Társaság Mellkassebészeti Szekcióját (az 1999-ben megalakult Magyar Mellkassebész Társaság elődjét), amely 1994-ben örökös tiszteletbeli tagjává választotta. A Magyar Tudományos Akadémia Klinikai Műtéti Tudományos Bizottságának tagja volt.

## Díjai, elismerései, emlékezete

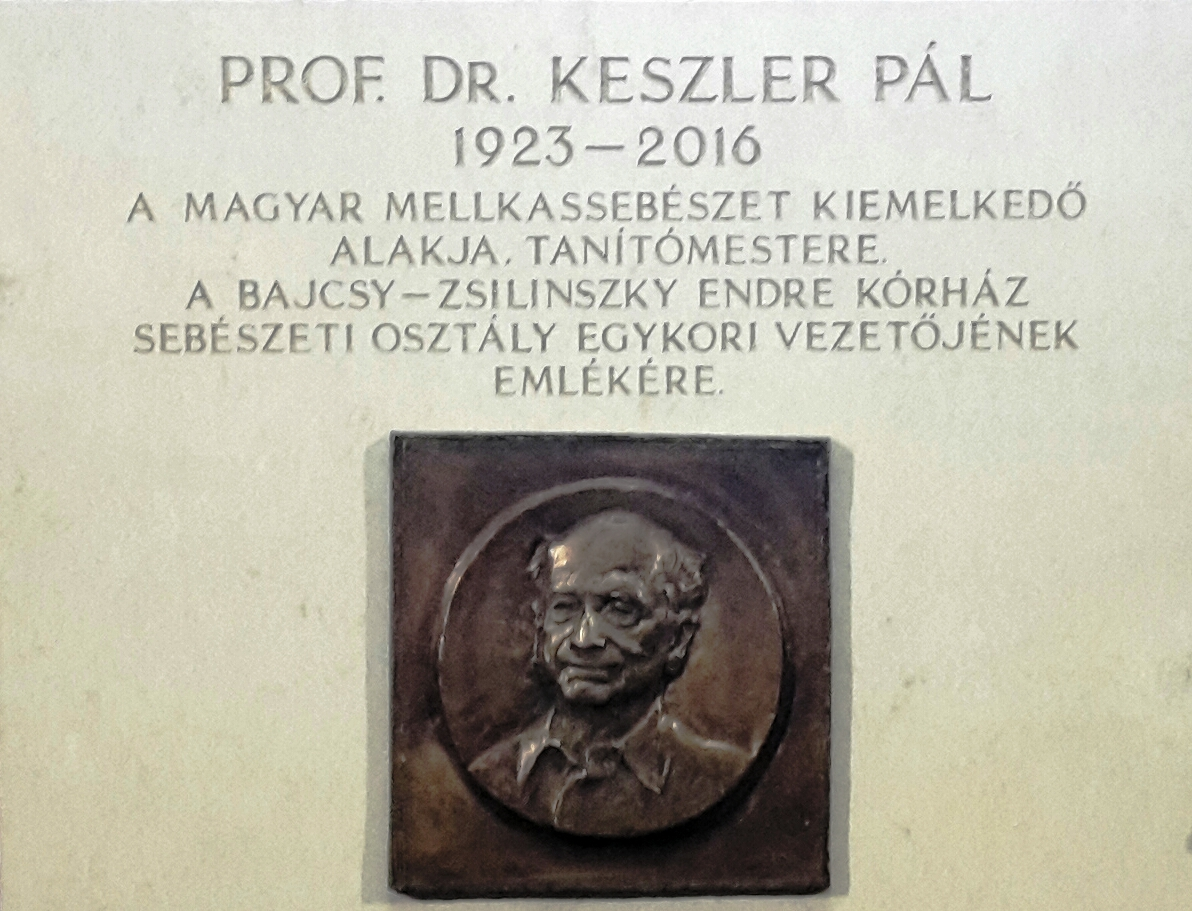
Keszler Pál emléktáblája a Bajcsy-Zsilinszky Kórházban

Két alkalommal is elnyerte az Orvosi Hetilap által alapított Markusovszky-díjat. 1974-ben címzetes egyetemi tanárrá nevezték ki. 1977-ben kitüntették a Semmelweis Orvostudományi Egyetem Semmelweis-emlékérmével, 1987-ben a Magyar Sebész Társaság Balassa János-emlékérmével. Utóbbi átvételekor emlékelőadását A rekeszizom sebészetében szerzett tapasztalatok címmel tartotta meg.
2003-ban, nyolcvanadik születésnapja alkalmából tanítványai tudományos konferenciát szerveztek tiszteletére a Bajcsy-Zsilinszky Kórházban. 2018. február 22-én ugyanitt emléktáblát avattak tiszteletére.

## Főbb művei
- A túlnyomásos altatás kérdésének mai állása. Orvosi Hetilap, 1950. 12. sz. 370–376. o.
- Tartós gépi lélegeztetés a postoperatív légzési elégtelenség kezelésében. Orvosi Hetilap, 1960. 38. sz. 1336–1340. o. (Nádasi Antallal, Székely Ottóval és Heid Józseffel)
- Légzés-functio a klinikai gyakorlatban. Budapest, 1967, Medicina. (Hutás Imrével)
- Sebészeti műtéttan. Szerk.: Littmann Imre. Budapest, 1977, Medicina. (Barda Lászlóval, Besznyák Istvánnal, Lakner Gézával és Manninger Jenővel)
- Mellkassebészet az általános sebészeti gyakorlatban. Budapest, 1993, Medicina. (Szabó Győző Jánossal)
- Veleszületett mellkasfali deformitások. Patológia és sebészet. Budapest, 1996, Akadémiai Kiadó. (Szabó Győző Jánossal)
- A mellkassebészet fejlődése Magyarországon a második világháború után
- Élményeim a hazai aneszteziológia, szív- és tüdősebészet párhuzamos kialakulásáról a háborút követő időkben. Orvosi Hetilap, 2012. 20. sz. 791–796. o.